# Juan Báez
Pour les articles homonymes, voir Báez.
Juan Báez, né le 14 avril 1935, à Santurce, à Porto Rico et mort le 25 janvier 2022, est un ancien joueur de basket-ball portoricain. Il évolue durant sa carrière au poste de pivot.

## Palmarès
- Champion d'Espagne 1958, 1959-1960
- Finaliste des Jeux panaméricains de 1959
- 3e des Jeux panaméricains de 1963